# Samaneh Beirami Baher
Samaneh Beirami Baher (per. سمانه بیرامی باهر ur. 12 czerwca 1991) – irańska reprezentantka w biegach narciarskich, startująca głównie w zawodach FIS na terenie swojego kraju w Szemszak i Emamzadeh Hashem. Oraz w zawodach w Armenii i Turcji. Dawniej uprawiała narciarstwo alpejskie i narciarstwo na trawie.

## Biegi narciarskie

### Igrzyska olimpijskie
| Miejsce | Dzień     | Rok  | Miejscowość | Konkurencja              | Czas biegu  | Strata | Zwyciężczyni  |
| ------- | --------- | ---- | ----------- | ------------------------ | ----------- | ------ | ------------- |
| 68.     | 13 lutego | 2018 | Pjongczang  | Sprint stylem klasycznym | 3:03,84 min | —      | Stina Nilsson |

### Mistrzostwa świata
| Miejsce | Dzień     | Rok  | Miejscowość      | Konkurencja              | Czas biegu  | Strata | Zwyciężczyni           |
| ------- | --------- | ---- | ---------------- | ------------------------ | ----------- | ------ | ---------------------- |
| 84.     | 19 lutego | 2015 | Falun            | Sprint stylem klasycznym | 3:26,63 min | —      | Marit Bjørgen          |
| 98.     | 23 lutego | 2017 | Lahti            | Sprint stylem dowolnym   | 3:02,34 min | —      | Maiken Caspersen Falla |
| 100.    | 21 lutego | 2019 | Seefeld in Tirol | Sprint stylem dowolnym   | 2:32,35 min | —      | Maiken Caspersen Falla |
| 98.     | 25 lutego | 2021 | Oberstdorf       | Sprint stylem klasycznym | 2:36,76 min | —      | Jonna Sundling         |
| 102.    | 2 marca   | 2021 | Oberstdorf       | 10 km stylem dowolnym    | 23:09,8 min | kwal.  | Therese Johaug         |

## Narciarstwo na trawie

### Mistrzostwa świata juniorów
| Miejsce | Dzień      | Rok  | Miejscowość | Konkurencja    | Czas biegu | Strata          | Zwyciężczyni       |
| ------- | ---------- | ---- | ----------- | -------------- | ---------- | --------------- | ------------------ |
| 7.      | 3 sierpnia | 2010 | Dizin       | Super Combined | 56,06 s    | +31,12 s        | Jacqueline Gerlach |
| 6.      | 4 sierpnia | 2010 | Dizin       | Slalom         | 56,26 s    | +34,92 s        | Mari Nikami        |
| 9.      | 5 sierpnia | 2010 | Dizin       | Super G        | 25,60 s    | +8,65 s         | Barbara Míková     |
| DSQ.    | 6 sierpnia | 2010 | Dizin       | Giant Slalom   | 56,62 s    | dyskwalifikacja | Barbara Míková     |